# 雅库特核动力破冰船
雅库特核动力破冰船（俄语：Якутия）是俄罗斯第四艘22220型破冰船，也是一艘核動力破冰船，它由圣彼得堡波羅的海造船廠負責建造。
該船于2020年5月26日鋪設龙骨 ，并于2022年11月22日下水。这艘破冰船的名稱來自萨哈（雅库特）共和国，计划于2024年12月正式交付。